# شهرستان کامبرلند (نیوجرسی)
شهرستان کامبرلند، نیوجرسی (به انگلیسی: Cumberland County, New Jersey) یک سکونتگاه مسکونی در ایالات متحده آمریکا است که در نیوجرسی واقع شده‌است.